# WOWOW
WOWOW è la prima emittente televisiva satellitare, che trasmette 24 ore al giorno, a pagamento in Giappone. Fondato il 1º aprile 1991, Il network partì con 207.753 iscritti e raggiunse i 2.667.414 due anni dopo.
Da ottobre 2011 WOWOW è diviso in 3 canali ad alta definizione:
- WOWOW Prime (WOWOW プライム), un canale di intrattenimento generico;
- WOWOW Live (WOWOWラ イブ), un canale che tratta di sport, documentari, film ed eventi live;
- WOWOW Cinema (WOWOW シネマ), un canale cinematografico.

WOWOW è conosciuta per serie animate come The Big O, Brain Powerd, Cowboy Bebop (la versione senza tagli), Ergo Proxy e Paranoia Agent.

## Anime trasmessi o prodotti

### A-C
- Afro Samurai (anime): emittente
- Angel Links (anime): emittente
- Angel Tales (anime): emittente
- Arc the Lad (anime): emittente
- Ayashi no Ceres (anime): emittente
- Baccano! (anime): emittente
- Banner of the Stars (anime): produzione
- Banner of the Stars II (anime): produzione
- Battle Royale (film live action): emittente, produzione
- Battle Royale II: Requiem (film live action): emittente
- Boys Be (anime): emittente
- Brain Powerd (anime): emittente, produzione
- Brigadoon: Marin & Melan (anime): emittente
- Buzzer Beater (anime): emittente
- Cowboy Bebop (anime): emittente
- Cutie Honey (film live action): produzione

### D-K
- D4 Princess (anime): emittente
- Demonbane (anime): emittente
- Descendants of Darkness (anime): emittente
- Devil May Cry (anime): emittente, produzione
- Dual! Parallel Trouble Adventure (anime): emittente
- Ergo Proxy (anime): emittente, produzione
- Full Metal Panic! (anime): emittente
- Full Metal Panic! The Second Raid (anime): emittente, produzione
- G-On Riders (anime): emittente
- Gate Keepers (anime): emittente
- Geneshaft (anime): emittente
- Ghost Hound (anime): emittente, produzione
- Girls Bravo (anime): emittente
- Gravitation (anime): emittente
- Grenadier (anime): emittente
- Guyver: The Bioboosted Armor (anime): emittente, produzione
- Hanaukyo Maid-tai (anime): emittente
- Hanbun no tsuki ga noboru sora (anime): emittente
- Hime-sama Goyojin (anime): emittente
- Innocent Venus (anime): emittente
- Karin (anime): emittente, produzione
- Kazemakase Tsukikage Ran (anime): emittente
- Kemonozume (anime): emittente
- Kino's Journey (anime): emittente, produzione
- Kotetsushin Jeeg (anime): emittente
- Kurogane Communication (anime): emittente

### L-R
- Le Chevalier D'Eon (anime): emittente, produzione
- Lost Chapter of the Stars - Birth (special): emittente
- Lupin III (anime): emittente
- Maburaho (anime): emittente
- Magic User's Club (anime): emittente
- Magical Meow Meow Taruto (anime): emittente
- Mahou Shokudou Charapontan (anime): emittente
- Maico 2010 (anime): emittente
- Mamoru-kun ni Megami no Shukufuku wo! (anime): emittente
- Mankatsu (anime): emittente, produzione
- Millennium Actress (movie): produzione
- Moonlight Mile (anime): emittente
- Moonlight Mile 2nd Season -Touch Down- (anime): emittente
- Mottai Nai Nai - Muppi to Issho (anime): emittente
- Mushi-Uta (anime): emittente
- Neo Ranga (anime): emittente
- Neon Genesis Evangelion (anime): emittente
- Ninja Scroll (anime): emittente, produzione
- Now and Then, Here and There (anime): emittente
- Oh, mia dea! (anime): emittente
- Omishi Magical Theater Risky Safety (anime): emittente
- Overman King Gainer (anime): emittente, produzione
- Paranoia Agent (anime): emittente
- Patapata Hikousen no Bouken (anime): emittente, produzione
- Platinumhugen Ordian (anime): emittente
- Please Teacher! (anime): emittente
- Please Teacher! Official Fanbook (Resource Book manga): Cooperation
- Please Twins! (anime): emittente
- Pretear - La leggenda della nuova Biancaneve (anime): emittente
- Puppet Master Sakon (anime): emittente
- Reideen (anime): emittente
- Reign: The Conqueror (anime): emittente
- Ringu (film live action): emittente, produzione
- Ringu 2 (film live action): emittente, produzione
- Rune Soldier (anime): emittente

### S-Z
- Sadamitsu the Destroyer (anime): emittente
- Sasami: Magical Girl Club (anime): emittente
- Sasami: Mahou Shoujo Club Season 2 (anime): emittente
- Scrapped Princess (anime): emittente
- Seikai no monshō (anime): produzione
- Shigurui (anime): emittente
- Shin Shirayuki Hime Densetsu Pretear
- Shinigami no Ballad: momo the girl god of death (anime): emittente
- Shinshaku Sengoku Eiyuu Densetsu Sanada Jyuu Yuushi The Animation (anime): emittente
- Shuffle! (anime): emittente, produzione Assistance
- Soukou no Strain (anime): emittente
- Steel Angel Kurumi (anime): emittente
- Steel Angel Kurumi 2 (anime): emittente
- Strange Dawn (anime): emittente
- Strawberry Eggs (anime): emittente
- The Adventures of Mini-Goddess (anime): emittente
- The Big O (anime): emittente
- The Daichis - Earth Defence Family (anime): emittente
- The Legend of Black Heaven (anime): emittente
- The Price of Smiles: emittente
- The SoulTaker (anime): emittente
- The Super Milk-chan Show (anime): emittente
- The Third: The Girl with the Blue Eye (anime): emittente
- Tokko (anime): emittente
- Tokyo Tribe 2 (anime): emittente
- Trinity Blood (anime): emittente, Co-produzione
- Vandread (anime): emittente
- Wa Wa Wa Wappi-chan (anime): emittente
- Wild Arms - Twilight Venom (anime): emittente
- X (anime): emittente